# Diplomacy
Diplomacy er et brætspil for syv spillere, baseret på optakten til 1. verdenskrig i Europa. Spillets start er henlagt til 1901.
De syv spillere repræsenterer Frankrig, Italien, Rusland, Storbritannien, Tyrkiet, Tyskland og Østrig-Ungarn.
Tilfældigheder spiller ingen rolle i spillet, der er baseret på forhandling. De eneste tilfældigheder der finder sted i spillet er fordelingen af magterne. 
Spillets formål er at erobre 18 af de såkaldte Forsyningscentre. Dette opnås gennem forhandling og aftaler med de andre spillere. Men ingen forhandlinger er forpligtiende, når spillerne skal skrive ordre for deres hære.
Spillet kan også spilles på nettet, fx www.playdiplomacy.com Arkiveret 17. december 2020 hos  Wayback Machine. 
Det siges at spillet blev spillet med stor glæde af John F. Kennedy.
| Spil | Spire Denne artikel om spil eller lege er en spire som bør udbygges. Du er velkommen til at hjælpe Wikipedia ved at udvide den. |